# Chi l'ha visto l'ha visto
Chi l'ha visto l'ha visto è un album di Benito Urgu pubblicato in formato musicassetta nel 1990 da Fuà Records con numero di catalogo BU 019.

## Descrizione
Le due tracce sono uno sketch parodistico della trasmissione televisiva Chi l'ha visto?.
L'album è stato ristampato in formato CD nel 2003 su etichetta Frorias Edizioni.

## Tracce
Testi di Benito Urgu e Alverio Cau, musiche di Alessandro Fois.
1. Chi l'ha visto l'ha visto (Parte Prima) – 21:31
2. Chi l'ha visto l'ha visto (Parte Seconda) – 21:17